# Дім (Цілком таємно)

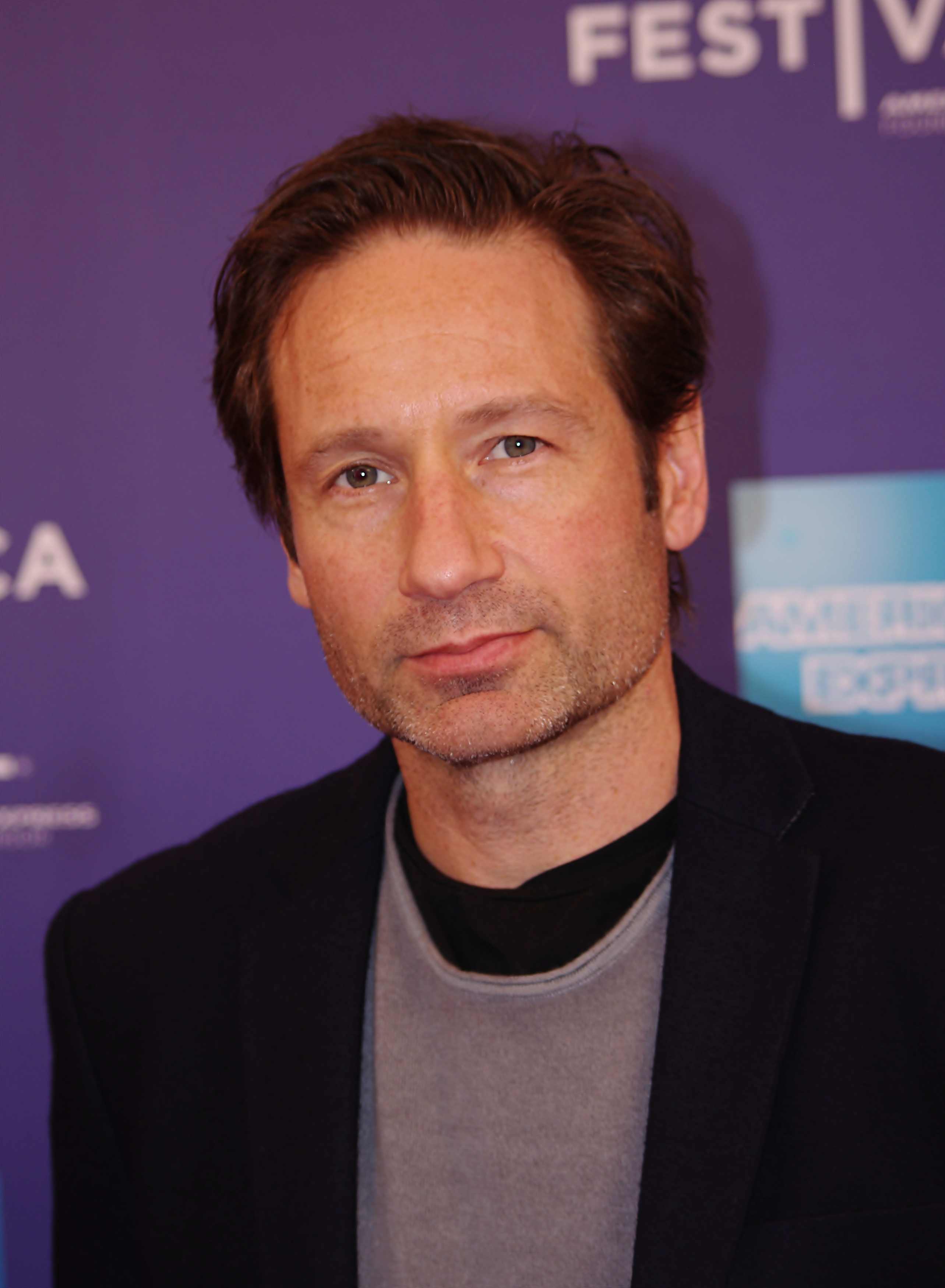

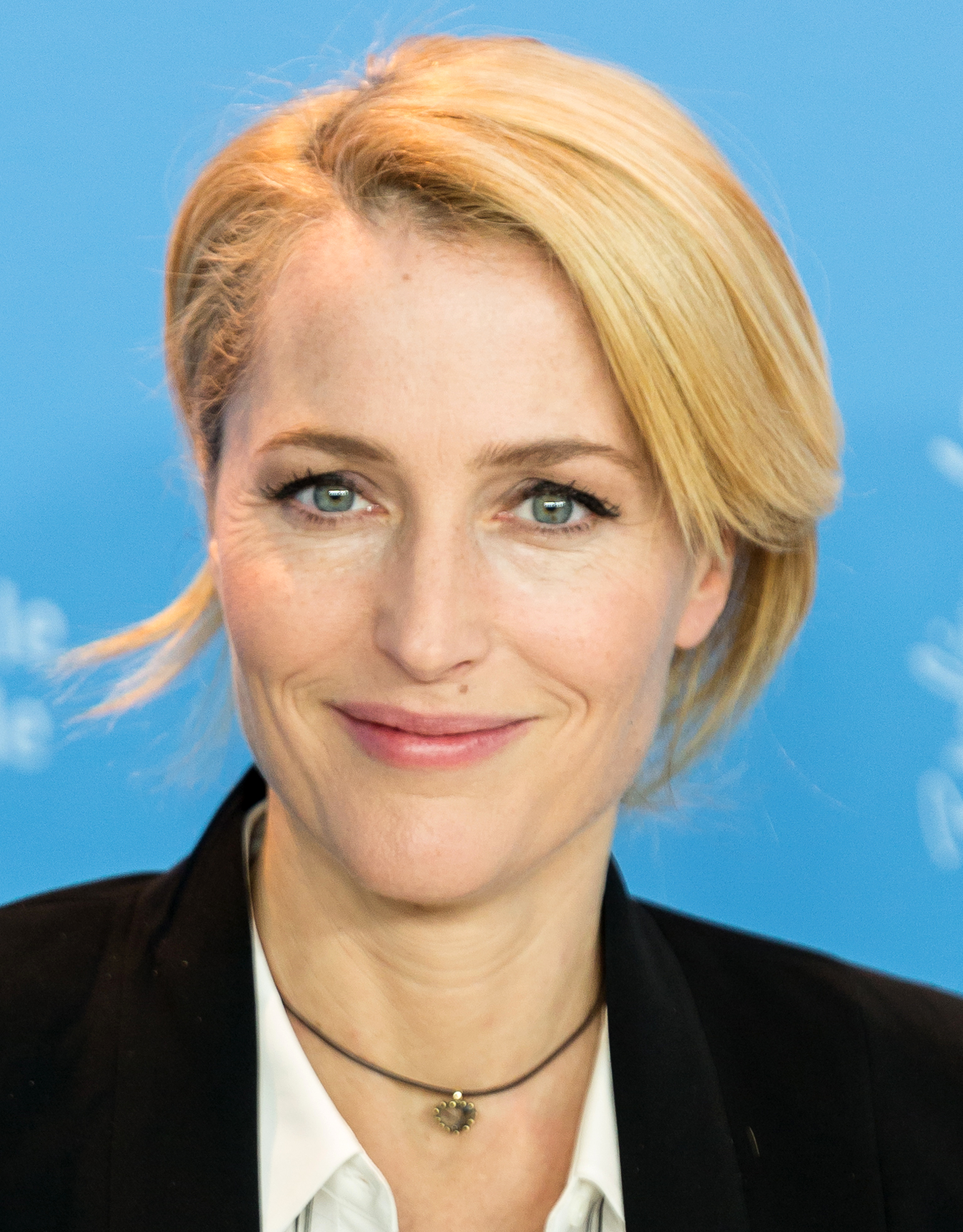

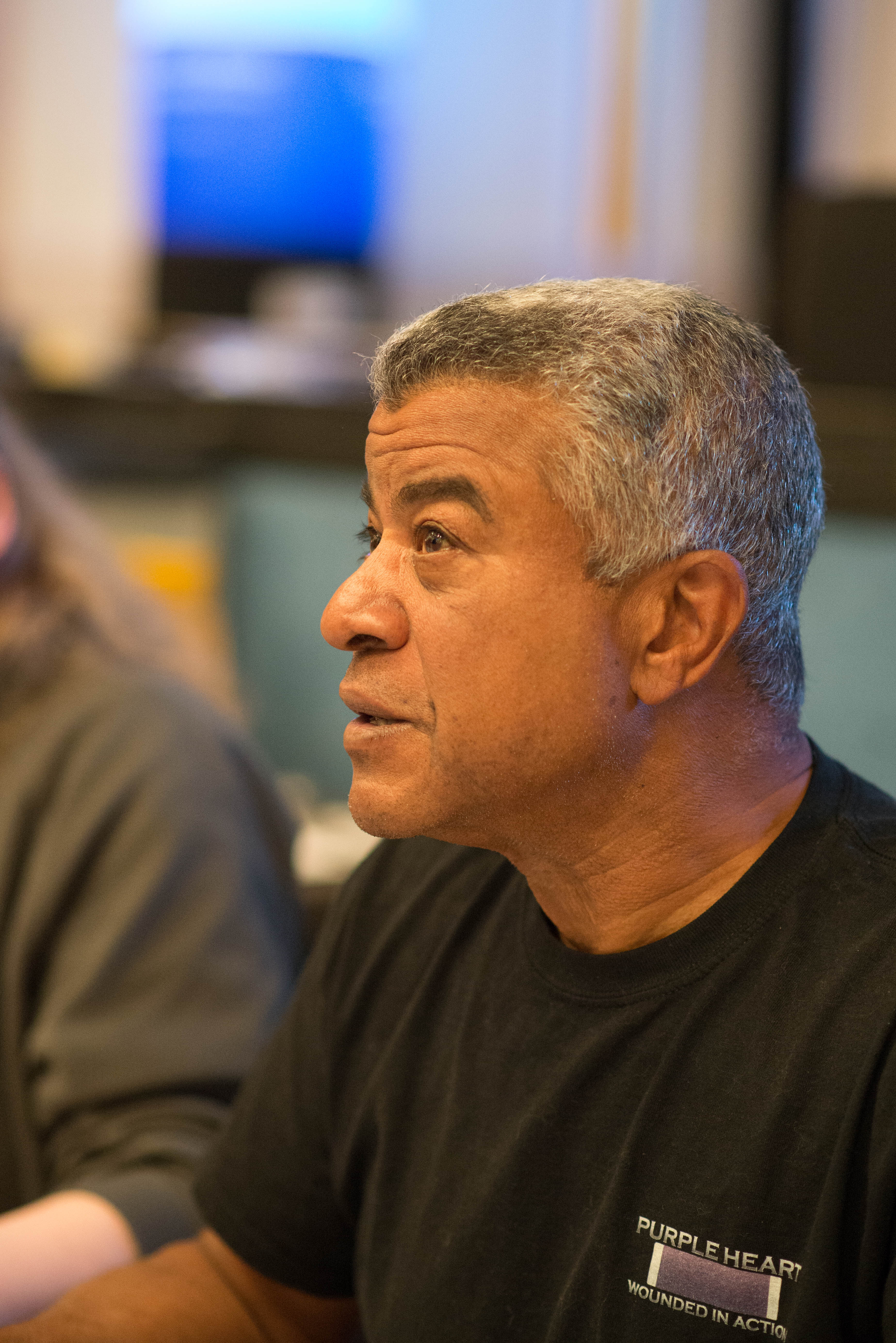

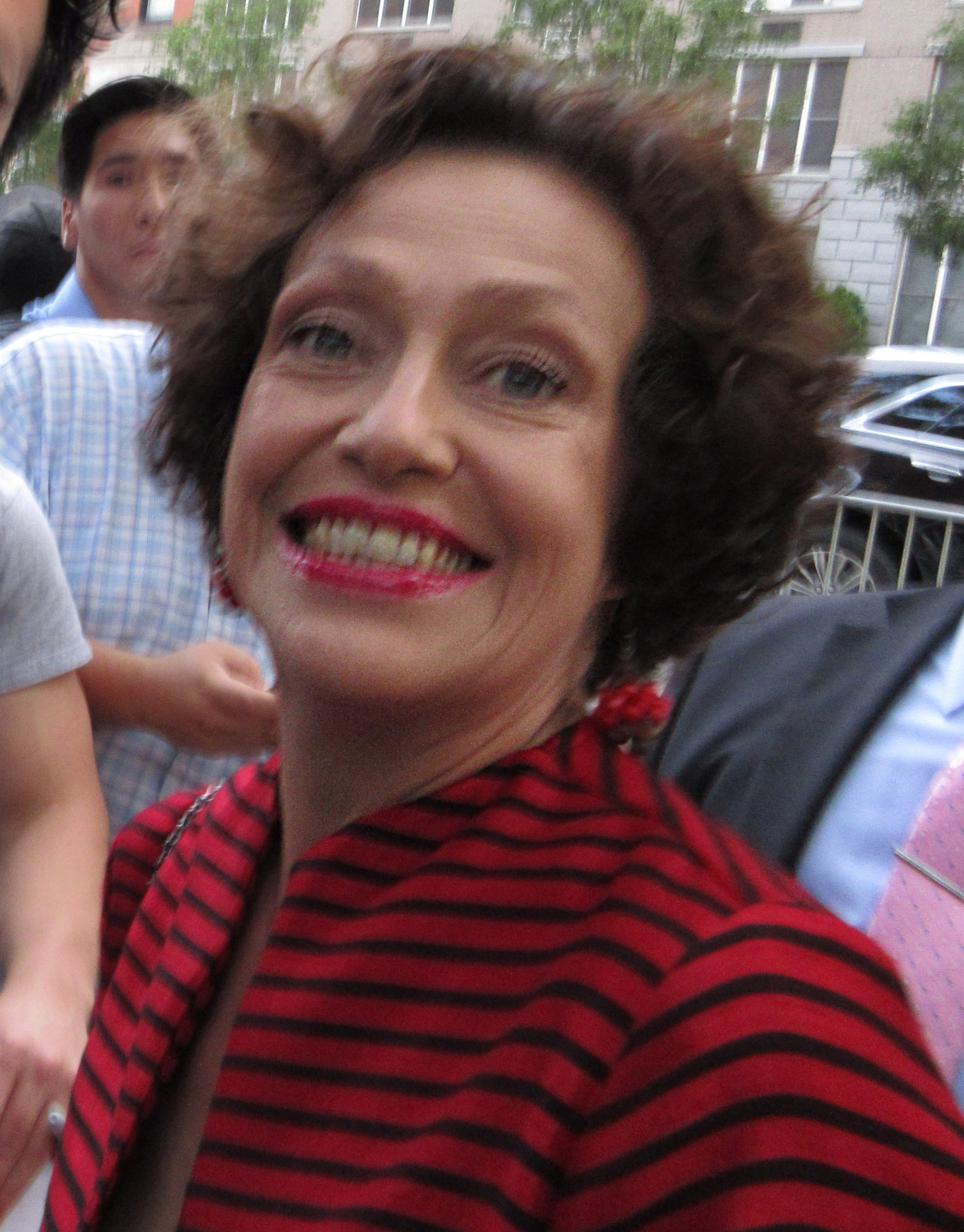

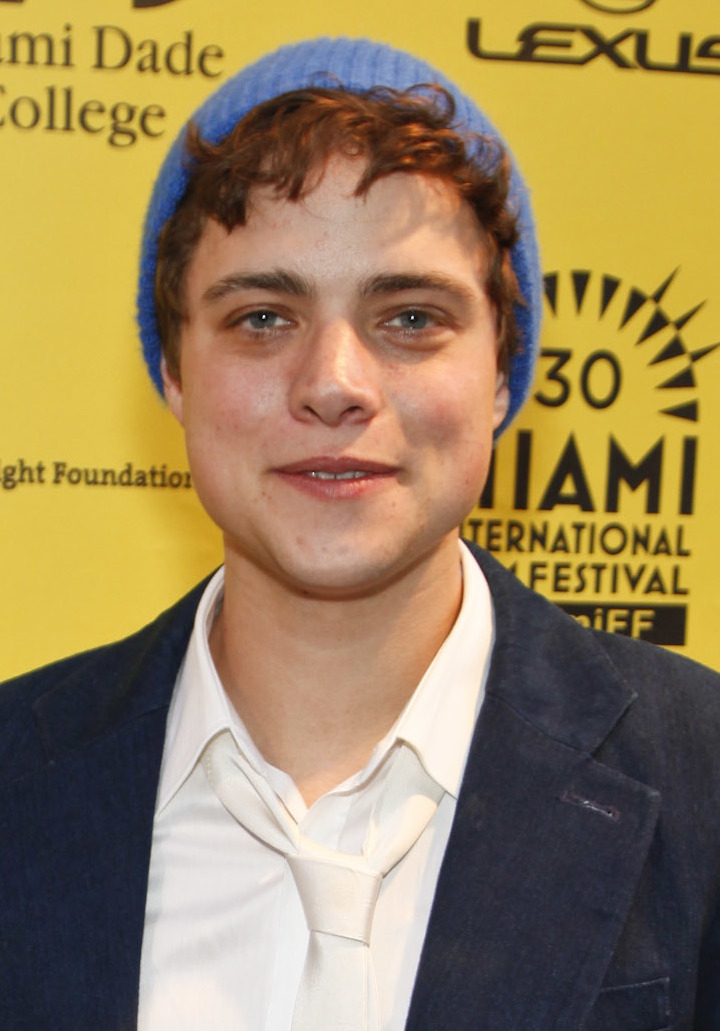

Дім (Home) — друга серія четвертого сезону американського науково-фантастичного телевізійного серіалу «Цілком таємно». Прем'єра в мережі «Фокс» відбулася 11 жовтня 1996 року.
Серію переглянуло 18,85 мільйона глядачів, перший ефір мав рейтинг Нільсена 11,9.
Епізод не належить до міфології серіалу. В даному відтинку серіалу Малдер і Скаллі розслідують загибель малюка з величезною кількістю усіляких генетичних порушень в невеличкому містечку Хоум (Пенсильванія). Шериф вказує агентам на ізольований дім, віддалений від містечка, де з часів Громадянської війни живе сім'я Пікок, котра не бажає контактувати зі світом й не сприймає добробут цивілізації. Підозрюючи, що всередині будинку силоміць утримується жінка, Малдер і Скаллі починають розслідування, з'ясовуючи, що родина Пікок весь час підтримувала існування з допомогою інцесту. Серія належить до типу «монстра тижня».

## Зміст
В маленькому містечку Хоум (штат Пенсільванія) жінка в старому темному будинку з муками народжує дитину із великою кількістю генетичних дефектів. Троє чоловіків зі схожими фізичними дефектами ховають тіло немовляти тієї ж ночі під зливою неподалік від будинку. Один з них при цьому ридає.
Тихого сонячного дня кілька хлопчиків випадково виявляють труп немовляти під час гри в бейсбол. Малдер і Скаллі приїздять розслідувати смерть дитини. Шериф містечка Енді Тейлор розповідає, що найближчий від місця злочину будинок належить родині Пікок, яка живе там з часів Громадянської війни без електрики, газу й водогону. Він також дає зрозуміти агентам, що в цій родині завжди практикували інцест. В цей час три брати Пікок спостерігають за агентами з призьби свого дому.
Здійснивши розтин, Скаллі з'ясовує, що дитина була похована ще живою, а дефекти могли бути викликані інцестом. Малдер заперечує — за словами шерифа в будинку Пікоків живуть тільки чоловіки. Підозрюючи, що брати Пікок насильно утримують в будинку жінку, агенти рушають до їх помешкання, де братів на той час нема. Побачивши через вікно ножниці на закривавленому столі та лопату зі слідами землі, агенти проникають в дім, збирають речові докази і приймають рішення арештувати братів Пікок, отримавши ордери на їх арешт від шерифа Тейлора. Агенти не знають, що їх хтось підслуховує. Уночі брати вломлюються в дім шерифа і забивають його та дружину до смерті дубинами й битами. При цьому зі старого «Каділлака» лунає душевна мелодія.
Зранку напружено курить Пфайфер (Пастер) — він вже знає що шефа нема у живих. Лабораторні аналізи вказують, що у дитини було троє батьків, і усі вони належать до родини Пікок. Агенти і молодий заступник шерифа Барні Пфайфер їдуть арештовувати братів, вирішивши зайти в дім з двох сторін. Пфайфер надягає куленепробивний жилет — він бачив у братів Пікок мушкети і не хоче померти від антикварної зброї. Барні Пфайфер, ігноруючи попередження Скаллі по рації, вривається через головний вхід, але потрапляє в пастку й гине. Побачивши це в бінокль, Малдер і Скаллі виганяють свиней із загорожі та, коли брати вибігають з будинку, агенти проникають в будівлю, уникнувши смертельної пастки. В домі агенти знаходять понівечену жінку з ампутованими руками й ногами, яка виявляється матір'ю братів і, одночасно, матір'ю їх дітей.
Ампутантка-мати запекло захищає своїх синів-чоловіків. Брати дізнаються, що агенти проникли в дім і намагаються їх атакувати. Агентам вдається убити двох з них, але пізніше вони розуміють, що третій брат — Едмунд — він же батько своїх братів — утік та вивіз із собою матір — щоби почати сім'ю деінде.

## Створення
При написанні сценарію автори консультувалися із створювачами документального фільму «Brother's Keeper» («Охоронець брата», режисери Джо Берлінгер та Брюс Сінофскі), в якому розповідається про братів Ворд, чотирьох малограмотних чоловіків, котрі жили на фермі, що передавалася від покоління до покоління. Брати Ворд зацікавили громадськість після того, як один з них (Делберт) убив іншого (Вільяма). IQ Делберта оцінювався в 68 балів, і можливий злочинець уникнув ув'язнення, заявивши, що поліція обманом заставила його признатися в убивстві під час допиту. Вонг частково зобразив спосіб життя братів Ворд в сценарії; він же дав їм фамілію Пікок — по колишніх сусідах своїх батьків.
Додаткового натхнення автори дістали з автобіографії Чарлі Чапліна: під час гастролей він якось зупинився в будинку для бідних. Після обіду сім'я вирішила познайомити його зі своїм сином, викотивши возика з ним з-під ліжка. У сина були ампутовані ноги, але він високо стрибав, відштовхуючись від підлоги руками. Морган зробив сценарну обробку випадку, однак за пропозицією Вонга вони змінили стать персонажа. Також цей епізод був своєрідною даниною шани горорам 1970-х — як то «Техаська різанина бензопилою» Тоуба Гупера і «Пагорби мають очі» Веса Крейвена. Коли Кім Меннерс прочитав сценарій, він сказав що «більш класичного фільму жахів [я] не міг побачити». Продюсери ж навпаки порахували запропоноване «несмаком», який зайшов надто далеко.

## Сприйняття
1997 року канал «FX» здійснив цілоденний марафон найпопулярніших епізодів «Цілком таємно», «Дім» був вибором номер один.
В епізоді використовується пісня «Wonderful! Wonderful!», авторство якої належить Джонні Метісу. Прочитавши сценарій, Метіс відмовився давати дозвіл на використання своєї роботи через жорстокість епізоду, тому була створена кавер-версія. Девід Наттер, котрий свого часу здобув часткову музичну освіту, хотів використати власний вокал, але властиво в останній момент був знайдений співак, чий голос мав більшу схожість з голосом Метіса. Кім Меннерс пояснив бажання використати саме цю пісню, сказавши, що «у деяких пісень є якась жахлива, гидка якість, чого ми, як правило, відкрито не визнаємо». Використання веселої та легкої поп-композиції як музичний супровід під час сцени насилля згодом зацікавило увагу критиків — як несподіваний прийом. Ян Деласара в книзі «X-Files Confidential» назвав сцену такою, від якої найбільш серце терпне в серіалі — саме через цю пісню.
2011 року критик видання «The A.V. Club» Тодд Вандервефф дав епізоду 4 бали з чотирьох, зазначивши, що — як багато епізодів «Цілком таємно» «Дім» — був зверненням свого часу і, швидше за все, таку серію не було б можливим створити в епоху після 11 вересня. Вандервефф похвально відізвався про зображення сільської Америки, назвавши це «сумним прощанням з дивною Америкою, яка швидко себе закопує». Дін Ковальські в книзі «The Philosophy of The X-Files» (Філософія «Цілком таємно») відмітив епізоди «Дім», «Вузький» і «Господар» як «найбільш видатні „монстри тижня“».

## Знімались
| Актор              | Роль                   |
| ------------------ | ---------------------- |
| Девід Духовни      | Фокс Малдер            |
| Джилліан Андерсон  | Дейна Скаллі           |
| Такер Смолвуд      | шериф Енді Тейлор      |
| Себастіан Спенс    | заступник Барні Пастер |
| Джудіт Максі       | Барбара Тейлор         |
| Карін Коновал      | пані Пікок             |
| Адріан Г. Гріффітс | Шерман Пікок           |
| Нейл Деніс         | Джордж                 |
| Дуглас Сміт        | Едмунд                 |